# Bodindecha

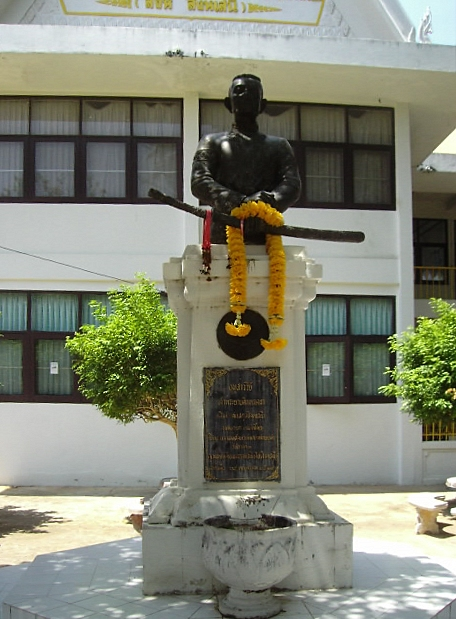
Denkmal für Chaophraya Bodindecha in Yasothon

Chaophraya Bodindecha oder Bodinthondecha (thailändisch เจ้าพระยาบดินทรเดชา, bürgerlicher Name Sing oder Singh, als Familienname Singhaseni, สิงห์ สิงหเสนี; * 1777 in Bangkok; † 24. Juni 1849 in Siam) war ein einflussreicher Politiker und General der frühen Rattanakosin-Ära. Während der Herrschaft von König Rama III. (reg. 1824 bis 1851) war er Innenminister (สมุห์บัญชี) und Armeegeneral (แม่ทัพใหญ่). Um 1838 war er der Chefminister unter König Rama III.

## Frühe Zeit
Sing wurde während der Thonburi-Periode 1777 in Bangkok als Kind von Chaophraya Abhayraja (Pin) und dessen Frau Fag geboren. Abhayaraja schickte seinen Sohn nach 1782 in den Dienst des Thronfolgers, des Prinzen Itsarasundhorn, der von 1809 bis 1824 als König Rama II. regierte. Während dieser Zeit war Sing als Beamter und machte die Bekanntschaft des Prinzen Chetsadabodin, der später als Rama III. (reg. 1824 bis 1851) herrschte. Als der Prinz 1824 den Thron bestieg, machte er Sing zum Phraya Ratchasuphawadi.

## Kämpfe in Laos
Die erste Bewährungsprobe kam 1826, als König Anuvong von Vientiane einen Aufstand gegen den Suzerän in Bangkok wagte und in den Nordosten des Landes, den Isan, einmarschierte. Der König sandte seinen Onkel und Thronanwärter Sakdiphonlasep zusammen mit Phraya Ratchasuphawadi (Sing) in den Isan, um den Aufstand zu unterdrücken. Nach dem Erfolg der Kämpfe ließ dieser Vientiane dem Erdboden gleichmachen. Mehr als 100.000 Lao wurden aus ihrer Heimat umgesiedelt, sodass das mittlere Laos praktisch entvölkert war. Anuvong wurde nach Bangkok gebracht und sollte dort öffentlich zu Tode gefoltert werden, konnte jedoch Selbstmord begehen. Sing dagegen stand in königlicher Gunst, erhielt den Titel Chaophraya Ratchasuphawadi und wurde zum Innenminister ernannt. Später erhielt er noch den besonderen Titel Bodindecha, der aus Silben des Namens des Königs zusammengesetzt ist.
Bodindecha war für seine große Brutalität berüchtigt. Laut dem thailändischen Historiker Natthawut Sutthisongkhram gab es „niemand[en] in der Reichweite seiner Hand“, dessen Rücken er noch nie durch Schläge mit der Peitsche, die er stets bei sich trug, gezeichnet hatte. Deserteure richtete er konsequent hin. Er soll sogar in der Schlacht mit einer langen Lanze hinter seinen Truppen hinterhermarschiert sein, mit der er ihnen in den Rücken pikte, um sie vorwärts zu treiben.
Bodindecha hatte auch ein eigenes wirtschaftliches Interesse an den Kriegen, die er führte. Er war eng mit der Gouverneursfamilie von Nakhon Ratchasima (Korat) verbunden und verdiente am Handel mit Produkten aus den Lao- und Khmerstaaten mit, an dem sich die Bangkoker Elite in der ersten Hälfte des 19. Jahrhunderts bereicherte.

## Kämpfe in Kambodscha
Der Innenminister hatte im Regierungssystem von Siam traditionell auch militärische Aufgaben zu erfüllen. Bodindecha erhielt die volle Verantwortung während des Siamesisch-Vietnamesischen Krieges, der 1841 ausbrach und vier Jahre dauerte. Beide Länder hatten schon lange um Kambodscha gestritten, und als der König 1841 eine siamesische Armee unter Bodindecha entsandte, um den Siam genehmen Prinzen Ang Duong auf den Thron von Kambodscha zu setzen, rief dies Annam (Vietnam) auf den Plan. Bodindecha konnte Udong und Phnom Penh unter seine Kontrolle bringen. Nach vielen Kämpfen erhielt 1845 nach Verhandlungen beider Parteien Ang Duong den Thron von Kambodscha. Bodindecha verblieb noch bis 1848 in Kambodscha, um mit seiner Truppe den Frieden zu sichern. Nach seiner Rückkehr nach Bangkok starb er am 24. Juni 1849 an der Cholera.

## Wirkung
Zahlreiche Einrichtungen in Thailand tragen den Namen Bodindecha, so z. B.
- das Bodindecha-Museum (Thai: พิพิธภัณฑ์เจ้าพระยาบดินทรเดชา (สิงห์ สิงหเสนี))
- die Bodindecha-Schule in Bangkok
- die Nawaminthrachinuthit Bodindecha-Schule in Bangkok
- das Bodindecha-Lager in Yasothon (Ban Doet, Tambon Doet, Amphoe Mueang Yasothon); seit dem 23. Dezember 1985 Heimat der Königlichen Thailändischen Armee

Auch wurden ihm persönlich oder seinen Siegen Denkmäler errichtet.
In den Gebieten der Khmer und Lao löste die bloße Erwähnung des Namens Bodindechas noch Jahrzehnte nach seinem Tod Angst und Schrecken aus. Geschichten seiner Grausamkeit wurden in Mo-Lam-Liedern der Lao an spätere Generationen überliefert.